# Mần trầu tầng
Mần trầu tầng (danh pháp khoa học: Acrachne racemosa) là một loài thực vật có hoa trong họ Hòa thảo. Loài này được (Heyne ex Roth) Ohwi mô tả khoa học đầu tiên năm 1947.